# 斉白石
斉 白石（せい はくせき）は、清末から中華人民共和国の画家・書家・篆刻家である。現代中国画の巨匠と評される。
もとの名は純芝、のちに璜と改名したが、字の白石で知られる。字は他に瀕生。号は非常に多く、三百石印富翁・寄萍堂主人・借山吟館主者・杏子塢老民などがある。

## 略伝

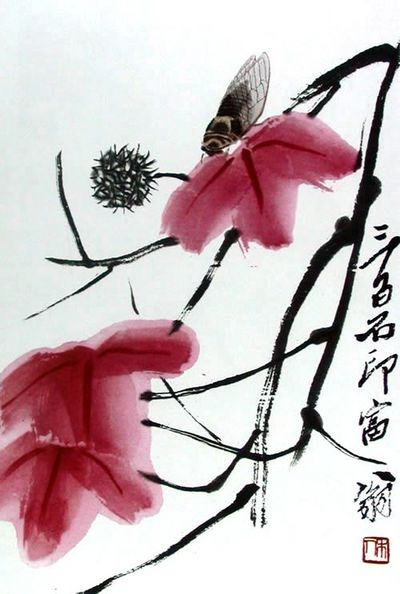
蝉

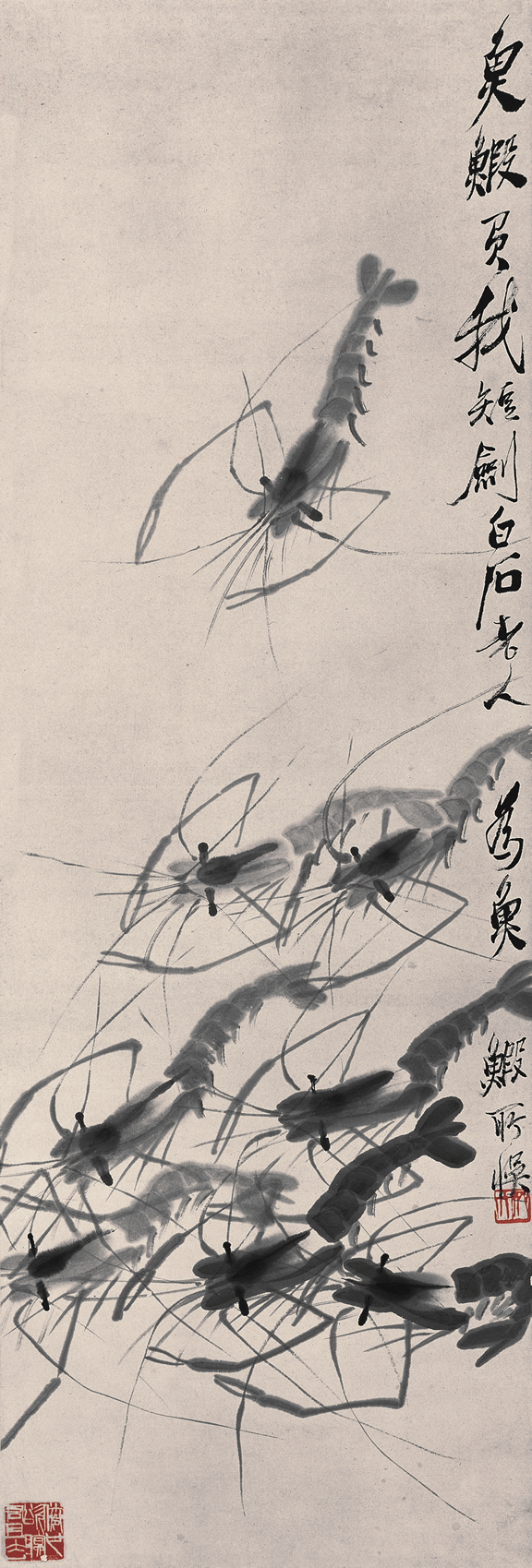
《墨蝦図》，遼寧省博物館

白石は湖南省長沙府湘潭県杏子塢星斗塘（現在の湘潭県白石鎮）の貧農に生まれ、幼い頃から絵を描くことを好んだ。7歳で数カ月間、私塾に通い初等教育を受けたが家計が貧窮したため学業が継続できず放牧などの手伝いをしながら独学で絵を描いて過ごした。少年期は体が病弱で鋤などを使う農作業ができず、12歳で大工見習いになり1年後に家具職人（指物師）となった。10年余、木工として生活したが、その並外れた技能によって全郷に知れ渡ったという。木工の傍ら表具師出身の蕭伝鑫（薌陔）について肖像画を習い後に美人画も描いた。
27歳になってからようやく文人画家の胡自倬（沁園）に就いて本格的に画の勉強を始め、精緻な花鳥画・鳥獣画を学んだ。また詩文を陳作塤（少蕃）、山水画を地元画家の譚溥に学んでいる。30歳になると同郷の詩友と「龍山詩社」・「羅山詩社」を結び、書法や篆刻も独学し、文人的な資質を培った。篆刻は大工だったこともあり鑿を使うように大胆に鉄筆を揮い、拙劣な枯れた作風とされた。後に鄧散木が白石の印法を敬慕している。
40歳以後の7年間で「五出五帰」といわれるように5度にわたり中国全土を巡遊し名山や大河を堪能した。同時に過去の名家の真筆や銘文などを実見し芸術的な視野を広げた。その後10年を「家居十年」と呼び、故郷にじっくり腰を据え読書に耽り、詩書画印の制作に没頭した。「借山図巻」・「石門二十四景」などの大作もこの頃の作品である。
故郷での争乱事件を避けて、55歳で北京に居宅を定め、売画・売印で生計を立て始めた。当時の北京は臨模や倣古を重んじ文人的素養を第一とするような保守的な風潮が色濃く、農民出身で木工だった白石は白眼視され、ときに排撃された。このような辛い状況にあって高名な画家で日本に留学経験のあった陳師曽は白石の才能を見出し芸術的な交流を深めるとともに様々な形で白石を支援した。1922年、東京で開催された日中共同絵画展に白石の作品を出展したのも陳師曽だったが、これをきっかけに白石の国際的な評価が高まった。また、後にその膨大なコレクションで知られるようになる外交官の須磨弥吉郎は、中国駐在時代に白石の重要な後援者となった。
北京芸術専科学校教授、中国美術協会主席を歴任した。陳半丁・陳師曽・凌文淵と共に、京師四大画家と称された。

## 芸術的評価
白石は晩年になって、明の八大山人・石濤・徐渭の芸術を敬慕し、その流れを汲む呉昌碩から書・画・篆刻ともに最も強い影響を受けたと述べている。白石は、倣古主義に陥り停滞した近代中国芸術の旧習を打破し、新風を吹き込み、現代中国画の巨匠と評価されている。伝統的な文人・士大夫の芸術に根ざしながらも木工・画工のときから培われた民間芸術の伝統が結ばれ、換骨奪胎を繰り返しながら、清新雄健・質朴秀麗な独自の画風を生み出した。この画風をその主な題材から「紅花墨葉」と呼ぶ。

## 著書
- 『借山吟館詩作』
- 『三百石印斎紀事』